# Музей мозаики Большого дворца
Музей мозаики Большого дворца (тур. Büyük Saray Mozaikleri Müzesi) — музей в Стамбуле, посвящённый мозаикам византийского периода, обнаруженным на месте Большого императорского дворца. Музей расположен в историческом центре Стамбула, в районе базара Араста, неподалёку от площади Султанахмет.

## История
В музее экспонируются мозаики, использовавшиеся для украшения перистиля, датируемые, как предполагается, периодом правления византийского императора Юстиниана I (527—565), хотя новейшие исследования могут указывать на более позднюю дату, возможно, даже на время правления Ираклия I. Мозаики были обнаружены в 1935—1938 и 1951—1954 годах британскими археологами из шотландского Сент-Эндрюсского университета в ходе обширных раскопок в районе базара Араста на площади Султанахмет. В византийский период данная территория являлась частью Большого императорского дворца, и при раскопках был обнаружен большой перистильный двор площадью 1872 м², полностью украшенный мозаикой. Австрийская академия наук под руководством профессора доктора Вернера Йобста взяла на себя обязательство изучить и передать на хранение знаменитую дворцовую мозаику, а также провести дополнительные археологические исследования (в 1983—1997 годах) в рамках совместного проекта по соглашению с Главным управлением памятниками и музеями Турции.

## Галерея

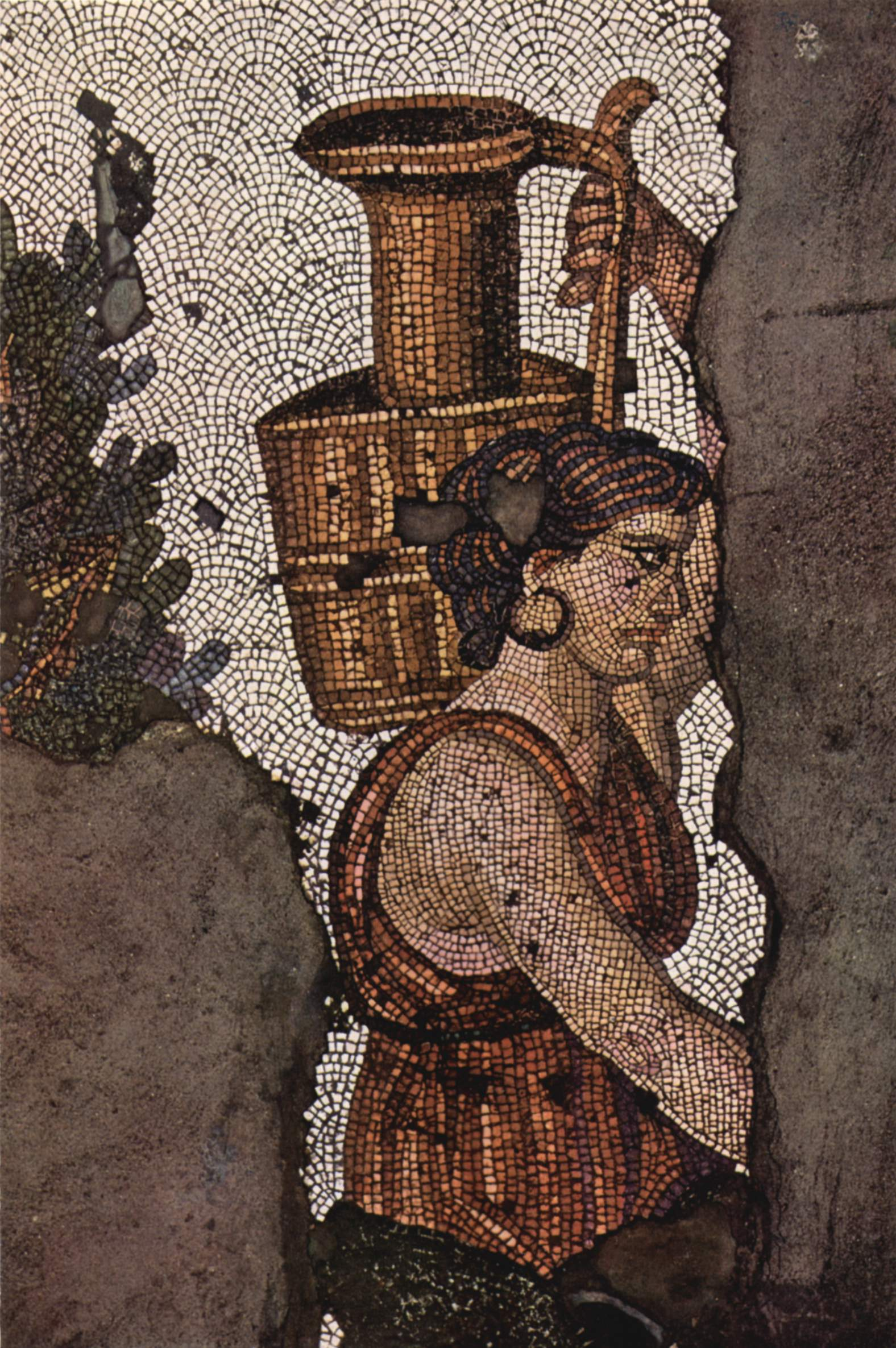
Напольная мозаика с изображением женщины, несущей кувшин (ок. V века н. э.)
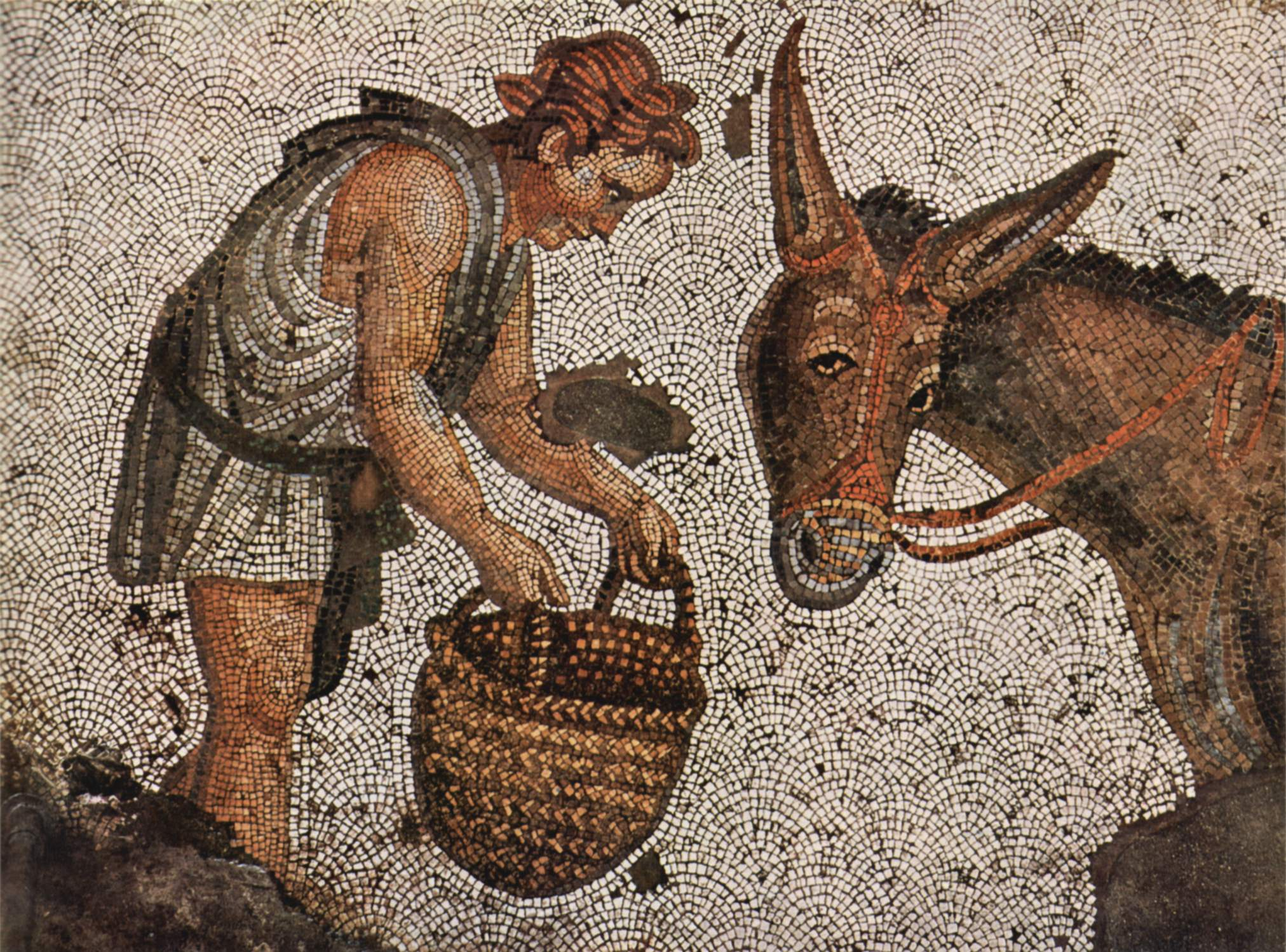
Напольная мозаика с изображением ребёнка и осла (ок. V века н. э.)
Пастухи с животными
Слон
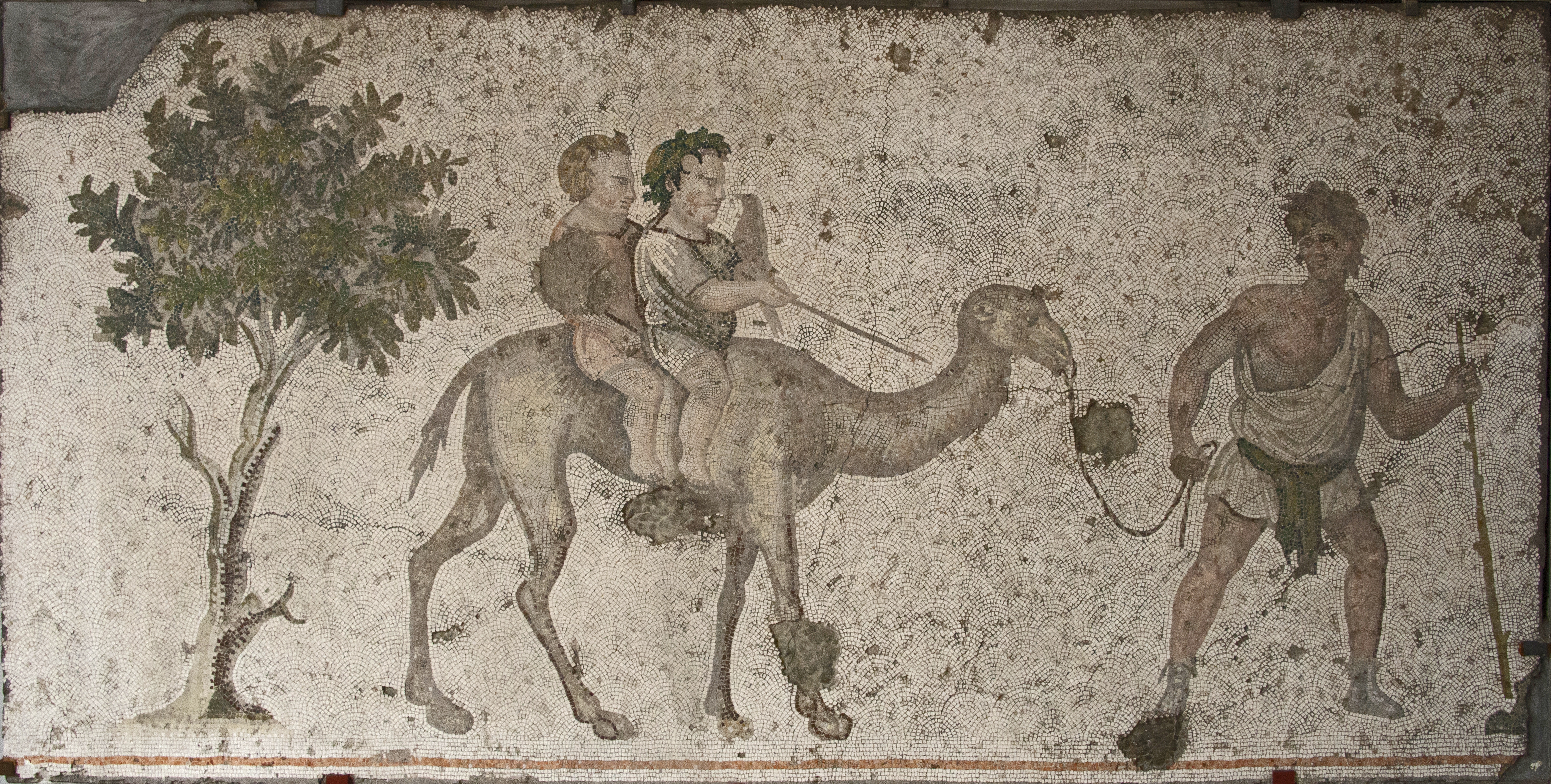
Поездка на дромедаре
Медведь с добычей
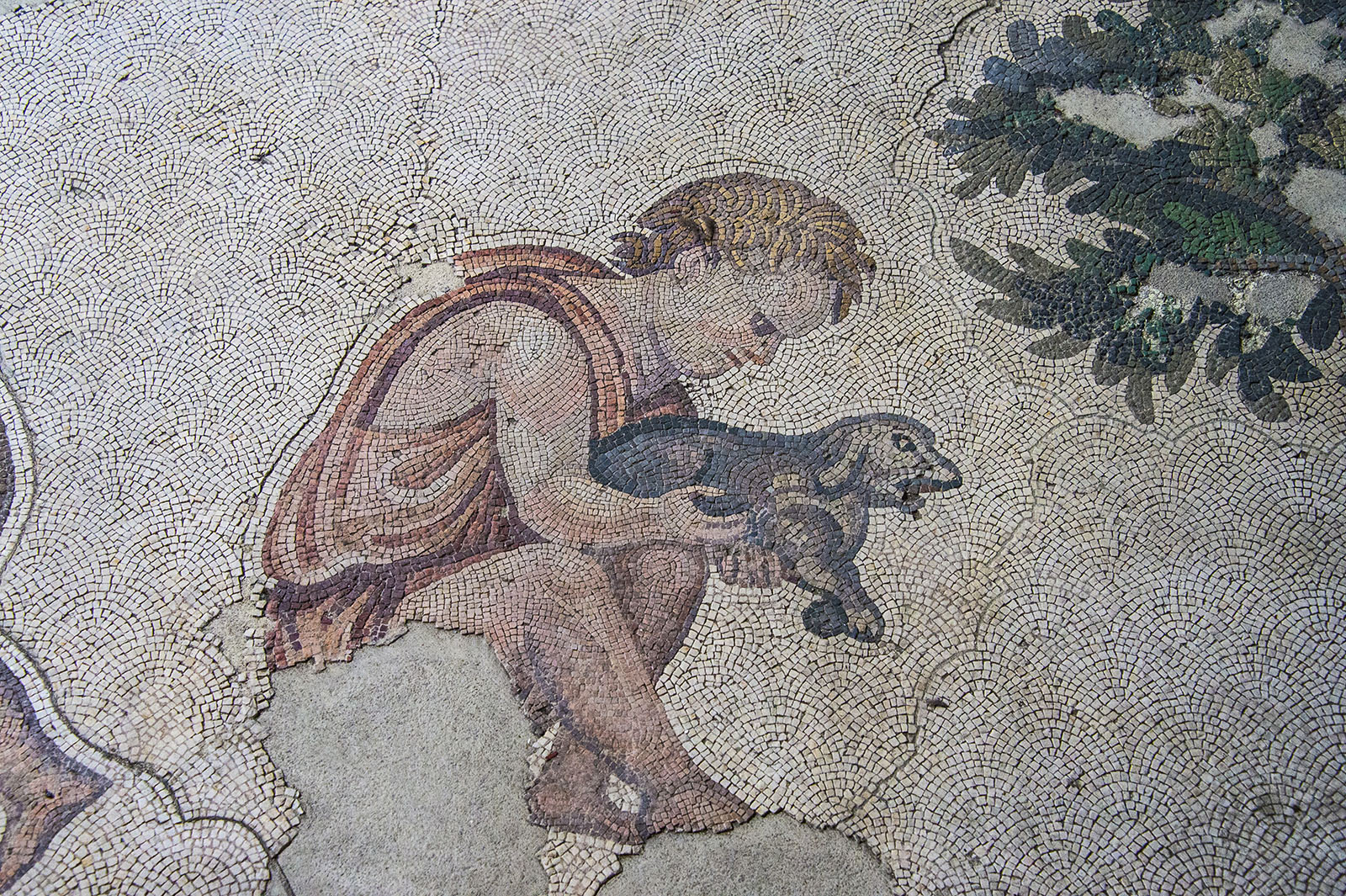
Мальчик и собака
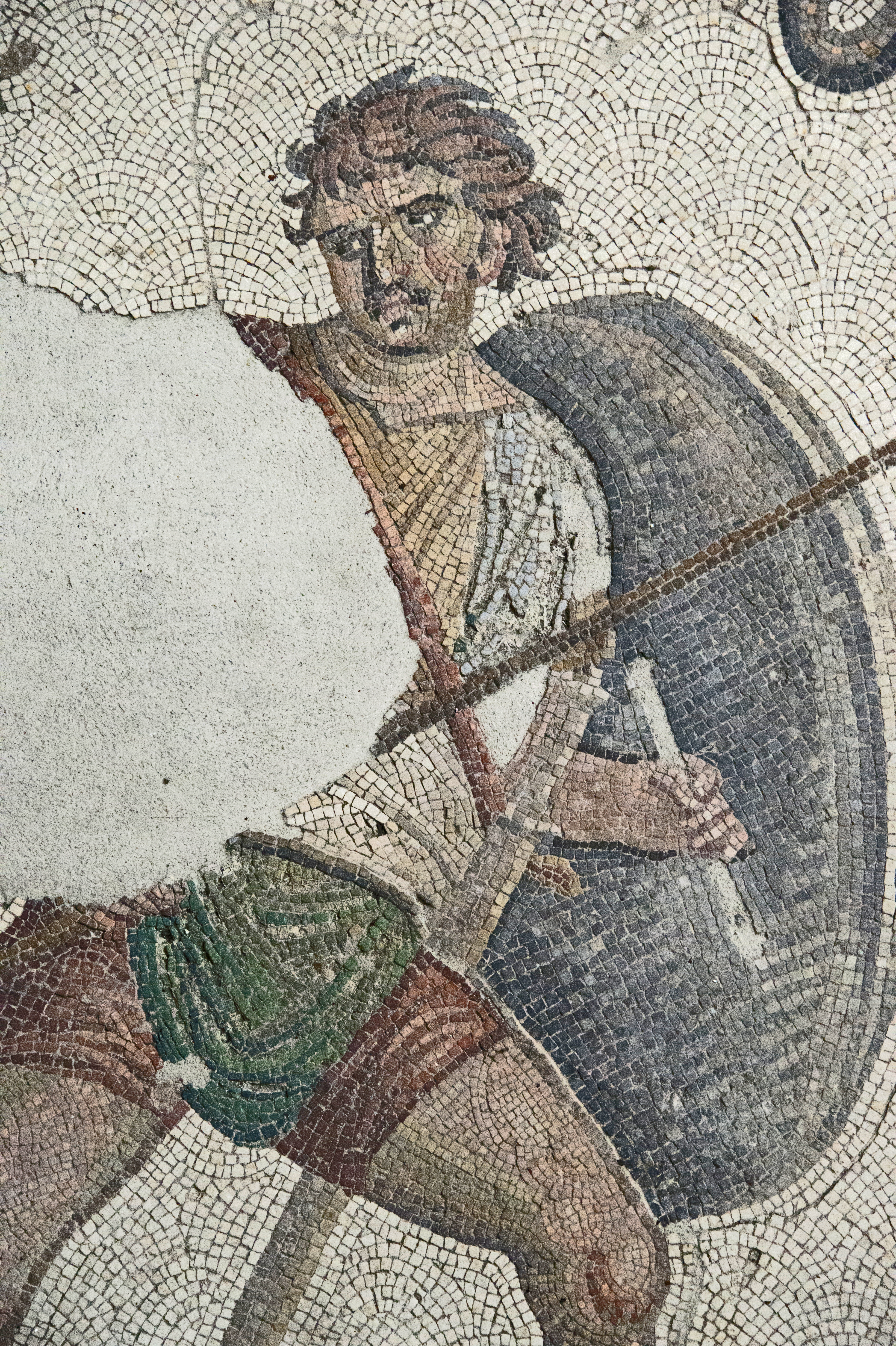
Сцена охоты
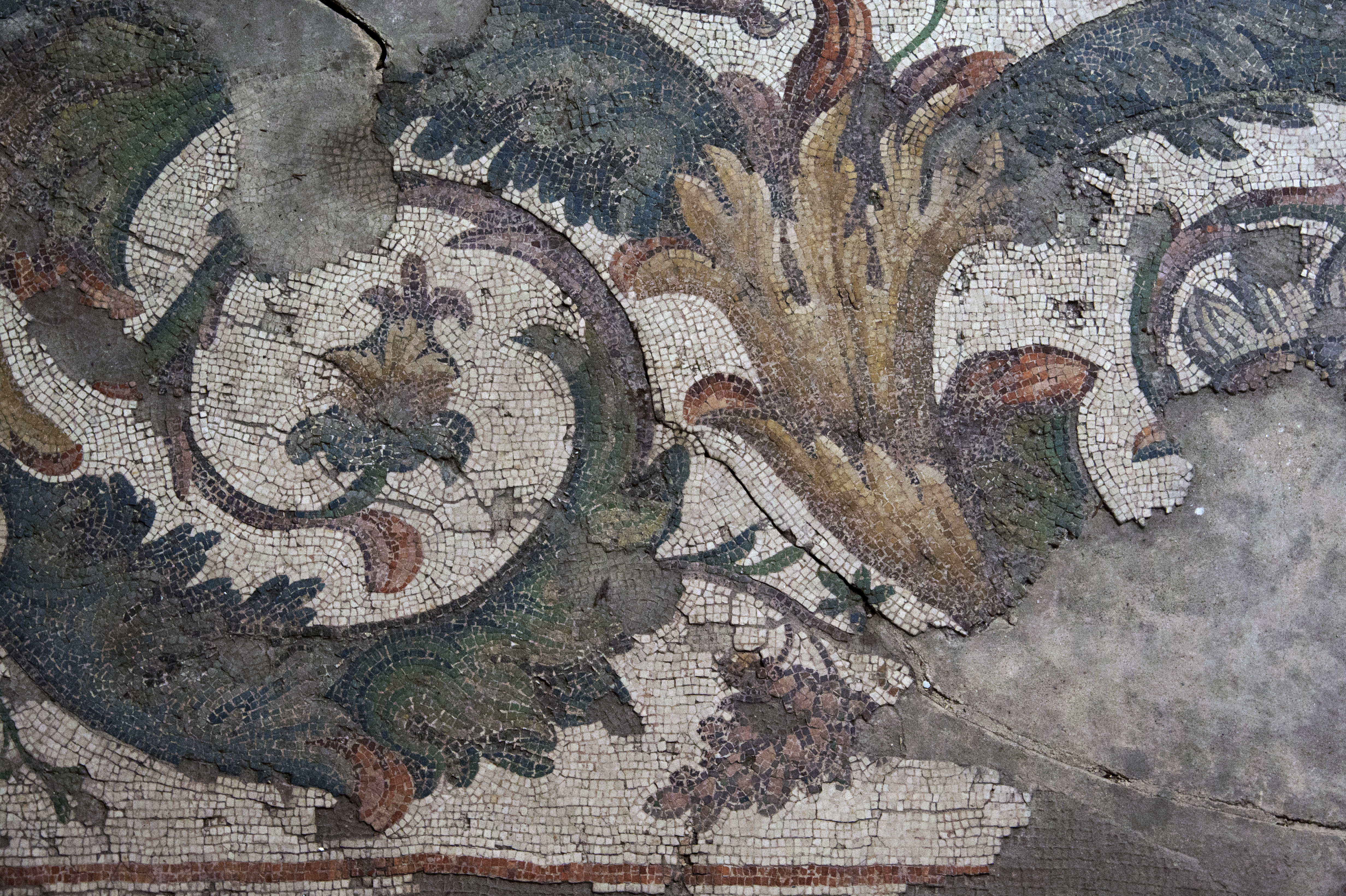
Орнамент
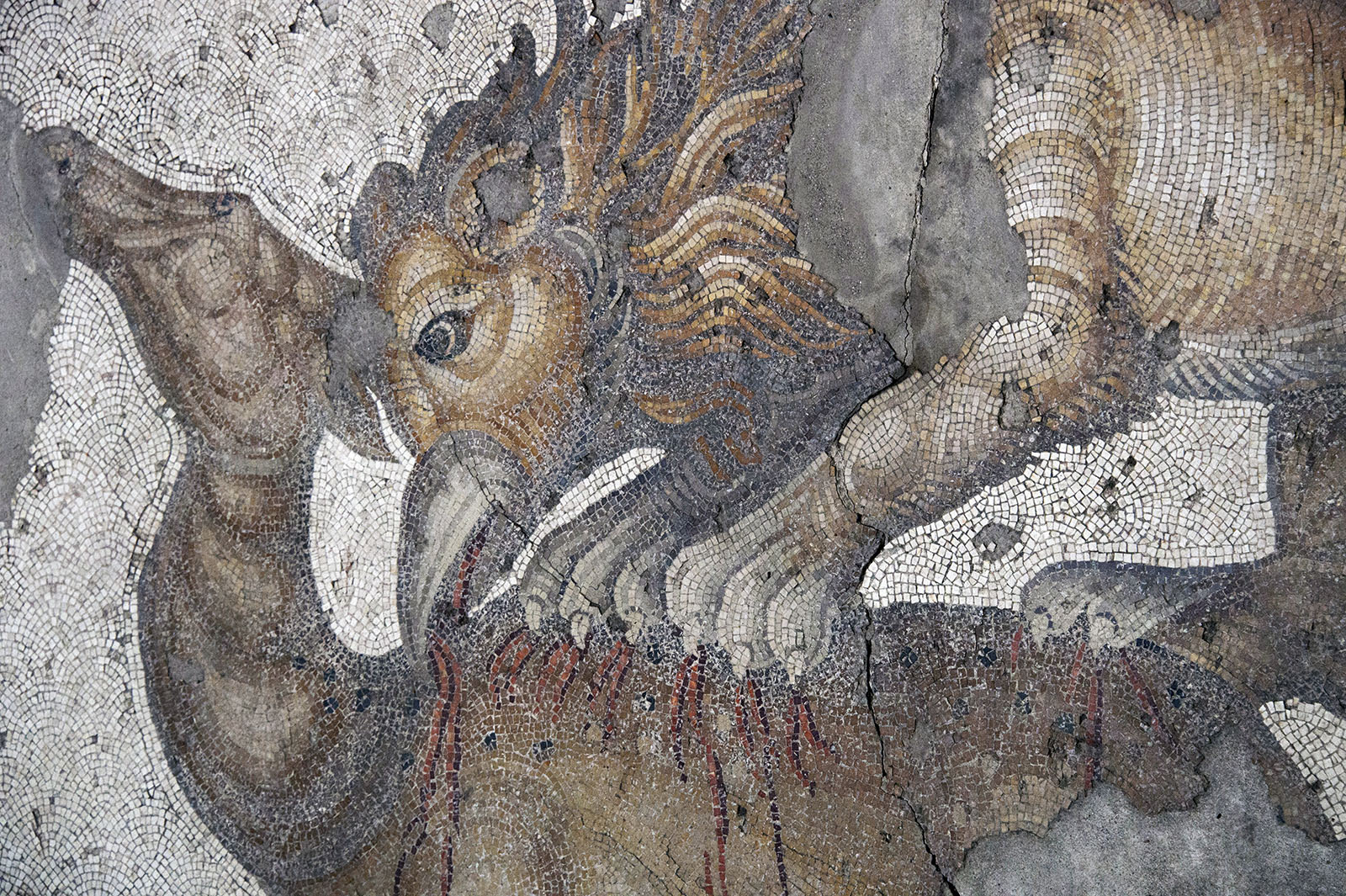
Атака грифона
Состязания на арене